# フレディ・サンチェス
フレデリック・フィリップ・サンチェス（Frederick Philip Sanchez, 1977年12月21日 - ）はアメリカ合衆国カリフォルニア州ロサンゼルス出身の元プロ野球選手。ポジションは内野手（主に二塁手）。右投右打。

## 経歴
2000年、ドラフトでボストン・レッドソックスから11巡目指名を受け入団した。
2002年9月10日メジャーデビューを果たし、12試合に出場した。
2003年7月31日にマイク・ゴンザレスと共にジェフ・スーパンらとのトレードでピッツバーグ・パイレーツへ移籍した。
2004年、足首の故障のため9月に9試合に出場しシーズンを終えた。
2005年は初めて開幕戦からロースターに入り、メジャーに定着した。8月25日からレギュラーシーズンの最終戦の10月2日にかけてジミー・ロリンズの60安打、ランディ・ウィンの59安打、デビッド・エクスタインの55安打に次ぐリーグ4位の51安打を記録し、9月16日から最終戦の10月2日にかけてチーム最長となる17試合連続安打を記録した。二塁手、三塁手、遊撃手で計132試合に出場し、打率.291を記録した。
2006年正三塁手としてジョー・ランダが起用されたため開幕当初は控えに回った。4月終了時点で打率.333を記録。ランダが故障者リストに登録された5月2日以後は三塁手のレギュラーになり、6月30日時点で打率.363であった。オールスターゲームでは投票用紙に名前が載っていなかったにもかかわらず、記入投票で856,685票を獲得し監督推薦で初出場。
シーズン終盤の9月20日、ポール・ウェイナーに次いで球団史上2人目となるシーズン50二塁打を達成した。10月1日のレギュラーシーズンの最終戦で2安打を放ちリーグ3位となる200安打を記録し、ミゲル・カブレラとの激戦を制し.344で球団史上11人目、1983年のビル・マドロック以来となる首位打者を獲得した。53二塁打はリーグ最多、そしてアダム・コモロスキーが持っていた右打者としての球団記録（47）を更新した。また、MVPの投票で17位に入った。
先天性内反足（生まれつき足の部分が内反・内転・尖足になっている病気）を患って生まれたが、少年時代に治療によって克服した。障害を乗り越えて首位打者を獲得したことから、トニー・コニグリアロ賞を受賞した。
2007年は二塁手として出場しオールスターゲームではチームから唯一選出された。8月に打率.374、29打点を記録して、打率.304、183安打はチーム1位で、アダム・ラローシュに並ぶチーム1位タイとなる42二塁打を記録した。
2009年、5月25日のシカゴ・カブス戦では1試合6安打を記録した。7月29日にティム・アルダーソン(Tim Alderson)との交換トレードでサンフランシスコ・ジャイアンツへ移籍した。ちなみにトレード通告時はサンフランシスコでパイレーツとジャイアンツの3連戦中で、サンチェスはビジターのクラブハウスからジャイアンツのクラブハウスに歩いて移動することになったため、一部では「メジャー史上、移動距離が最短のトレード」とも呼ばれている。移籍後に左肩を故障した上、10月に左膝を手術したため、2010年の開幕戦出場が厳しい状況となったものの、シーズンオフにジャイアンツと2年契約を結んだ。
その2010年、2年連続で111試合の試合出場に終わった為、規定打席には到達出来なかったが、打率は2年連続で.290を超える数字を記録した。最初で最後の出場となったポストシーズンでもまずまずの成績を残し、ワールドシリーズ制覇にも貢献した。
2015年12月21日、自身の38歳の誕生日に現役引退を表明した。

## 選手としての特徴
パワーはないものの、広角に打ち分けるシュアな打撃が持ち味。四球をあまり選ばないため、打率が高い割に出塁率が低い。守備範囲は広くないが、守備自体は堅い。

## 年度別打撃成績
| 年 度      | 球 団      | 試 合 | 打 席 | 打 数 | 得 点 | 安 打 | 二 塁 打 | 三 塁 打 | 本 塁 打 | 塁 打 | 打 点 | 盗 塁 | 盗 塁 死 | 犠 打 | 犠 飛 | 四 球 | 敬 遠 | 死 球 | 三 振 | 併 殺 打 | 打 率 | 出 塁 率 | 長 打 率 | O P S |
| ---------- | ---------- | ----- | ----- | ----- | ----- | ----- | -------- | -------- | -------- | ----- | ----- | ----- | -------- | ----- | ----- | ----- | ----- | ----- | ----- | -------- | ----- | -------- | -------- | ----- |
| 2002       | BOS        | 12    | 18    | 16    | 3     | 3     | 0        | 0        | 0        | 3     | 2     | 0     | 0        | 0     | 0     | 2     | 0     | 0     | 3     | 0        | .188  | .278     | .188     | .466  |
| 2003       | BOS        | 20    | 34    | 34    | 6     | 8     | 2        | 0        | 0        | 10    | 2     | 0     | 0        | 0     | 0     | 0     | 0     | 0     | 8     | 0        | .235  | .235     | .294     | .529  |
| 2004       | PIT        | 9     | 20    | 19    | 2     | 3     | 0        | 0        | 0        | 3     | 2     | 0     | 0        | 1     | 0     | 0     | 0     | 0     | 3     | 0        | .158  | .158     | .158     | .316  |
| 2005       | PIT        | 132   | 492   | 453   | 54    | 132   | 26       | 4        | 5        | 181   | 35    | 2     | 2        | 4     | 3     | 27    | 1     | 5     | 36    | 6        | .291  | .336     | .400     | .736  |
| 2006       | PIT        | 157   | 632   | 582   | 85    | 200   | 53       | 2        | 6        | 275   | 85    | 3     | 2        | 3     | 9     | 31    | 6     | 7     | 52    | 12       | .344  | .378     | .473     | .851  |
| 2007       | PIT        | 147   | 653   | 602   | 77    | 183   | 42       | 4        | 11       | 266   | 81    | 0     | 1        | 2     | 9     | 32    | 2     | 8     | 76    | 13       | .304  | .343     | .442     | .785  |
| 2008       | PIT        | 145   | 608   | 569   | 75    | 154   | 26       | 2        | 9        | 211   | 52    | 0     | 1        | 8     | 6     | 21    | 1     | 4     | 63    | 13       | .271  | .298     | .371     | .669  |
| 2009       | PIT        | 86    | 382   | 355   | 45    | 105   | 28       | 3        | 6        | 157   | 34    | 5     | 1        | 2     | 3     | 20    | 4     | 2     | 60    | 9        | .296  | .334     | .442     | .776  |
| 2009       | SF         | 25    | 107   | 102   | 11    | 29    | 1        | 0        | 1        | 33    | 7     | 0     | 0        | 2     | 1     | 2     | 0     | 0     | 16    | 3        | .284  | .295     | .324     | .619  |
| '09計      | SF         | 111   | 489   | 457   | 56    | 134   | 29       | 3        | 7        | 190   | 41    | 5     | 1        | 4     | 4     | 22    | 4     | 2     | 76    | 12       | .293  | .326     | .416     | .742  |
| 2010       | SF         | 111   | 479   | 431   | 55    | 126   | 22       | 1        | 7        | 171   | 47    | 3     | 1        | 8     | 5     | 32    | 1     | 3     | 68    | 9        | .292  | .342     | .397     | .739  |
| 2011       | SF         | 60    | 261   | 239   | 21    | 69    | 15       | 1        | 3        | 95    | 24    | 0     | 1        | 5     | 1     | 13    | 3     | 3     | 35    | 2        | .289  | .332     | .397     | .730  |
| 通算：10年 | 通算：10年 | 904   | 3686  | 3402  | 434   | 1012  | 215      | 17       | 48       | 1405  | 371   | 13    | 9        | 35    | 37    | 180   | 18    | 32    | 420   | 67       | .297  | .335     | .413     | .748  |

- 各年度の太字はリーグ最高

### タイトル
- 首位打者：1回（2006年）

### 表彰
- MLBオールスターゲーム選出：3回（2006年、2007年、2009年）
- トニー・コニグリアロ賞：1回（2006年）

### 背番号
- 56（2002年）
- 26（2003年）
- 12（2004年 - 2009年途中）
- 21（2009年途中 - 2011年）